# معهد اللغة التبتية
معهد اللغة التبتية هو منظمة تعليمية خاصة غير ربحية تقع في مدينة هاميلتون بولاية مونتانا الأمريكية. وتتمثل مهمتها في تقديم دروس وندوات وورش عمل ومحاضرات عامة عن اللغة والأدب والفلسفة التبتية بغرض حفظ الثقافة التبتية وإثراء دراسة الفرد للدارما.
البرنامج الأساسي للدراسة عبارة عن سلسلة من الدروس باللغة التبتية (متوفرة عبر التعلم عن بعد أو من خلال الدروس الخصوصية الشخصية).

## وصلات خارجية
- Tibetan Language Institute